# 拉夫內納科羅什凱姆
拉夫內納科羅什凱姆，是斯洛文尼亞北部拉夫內納科羅什凱姆市鎮内的城鎮及其行政中心。为卡林西亚地区最大城镇及首府，毗鄰與奧地利接壤的邊境。城镇面积约为3平方公里，2018年人口数量为7,268人。该镇在钢铁工业有较长的传统。

## 名称
该镇原名的意思是“卡林西亚地区的拉夫内”。而卡林西亚按照斯洛文尼亚语原名又可音译为“科罗什卡”，因此此镇又可译为“科罗什卡地区拉夫内”。单词的意思是“平坦的地形”，常见于斯洛文尼亚人居住地的名字中。

## 外部連結

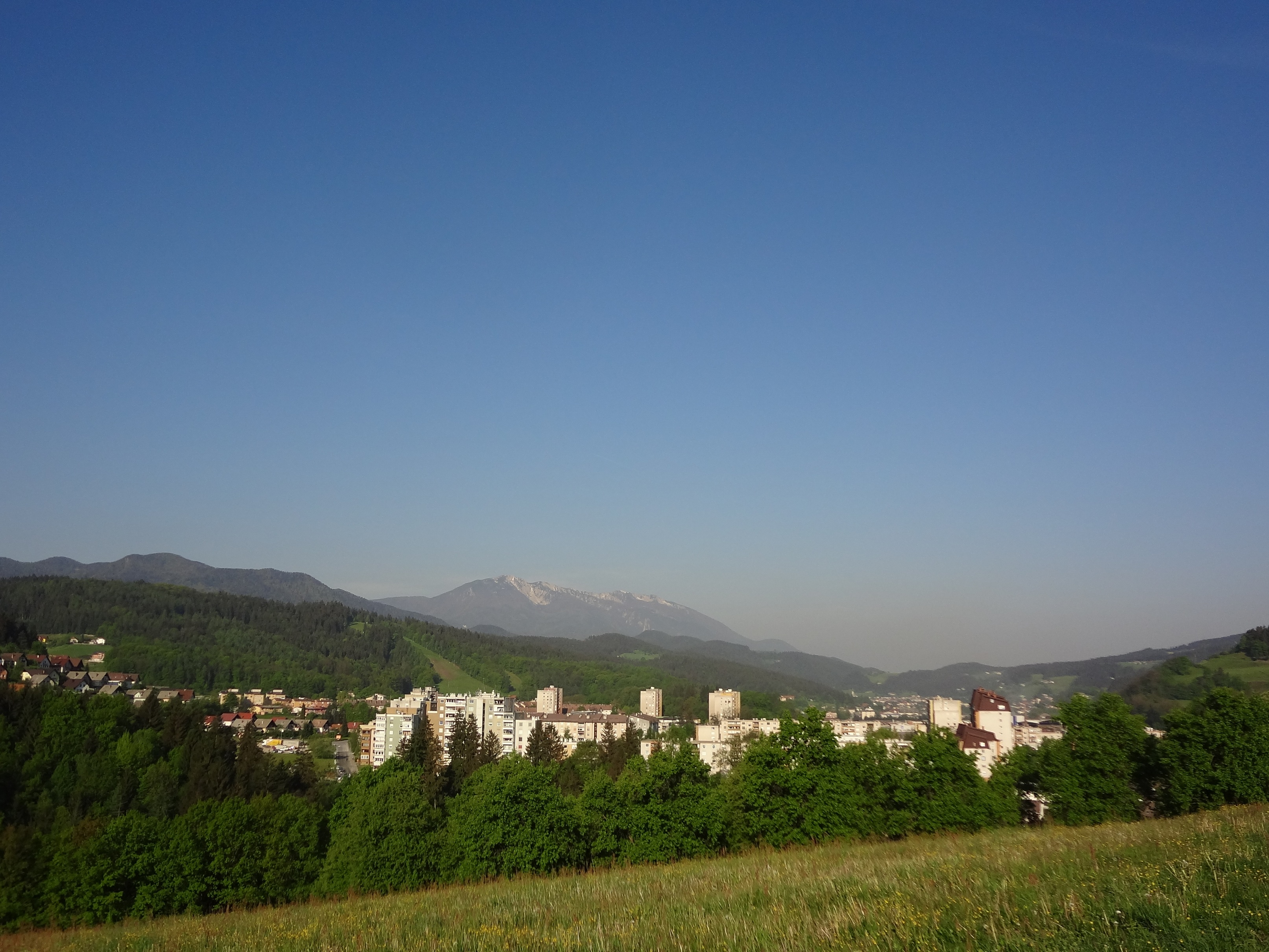

- Municipality of Ravne na Koroškem on Geopedia （页面存档备份，存于）
- Koropedia （页面存档备份，存于）